# Bert Oosterhuis
Bert Oosterhuis (Groningen, 20 april 1940 - Algerije, 7 januari 1982) was een Nederlandse motorcoureur.
Hij was afkomstig uit de provincie Groningen. In de motorsport
begonnen in de bromfietsklasse in het grasbaanracen kwam hij later in het wegracen uit. Zesmaal behaalde Oosterhuis het nationaal kampioenschap in de wegrace klassen 350cc en 500c. Verder reed hij onder meer internationale races zoals de TT Assen, in deze wedstrijd eindigde hij in de 350cc-klasse in 1964 als 15e en in 1965 als 16e. In de 500cc-klasse finishte hij niet in 1966 en eindigde in 1967 als 18e en in 1968 als 11e. In 1970, 1971 en 1973 kwam hij ook als zijspanmotorcrosser in actie, en in 1974 in de zijspanklasse in het grasbaanracen.
De Groninger garagehouder nam in 1980 deel aan een woestijnrally in Tunesië, als voorbereiding op zijn deelname aan de woestijnrally Parijs-Dakar. In 1981 was hij als de enige Nederlandse motorrijder deelnemer in de derde editie van Parijs-Dakar waarbij hij buiten het klassement om in Dakar arriveerde. Bij zijn tweede deelname in 1982 overleed hij als gevolg van een val in de etappe van Bordj Omar Driss naar Tit (Algerije), Bert Oosterhuis was de eerste deelnemer aan Parijs-Dakar die tijdens de wedstrijd om het leven kwam.